# Jabłuniwka (hromada Bużanka)
Jabłuniwka (ukr. Яблунівка) – wieś na Ukrainie, w obwodzie czerkaskim, w rejonie zwinogródzkim. W 2001 roku liczyła 550 mieszkańców.
Pod koniec XIX w. wieś Jabłonówka w powiecie zwinogrodzkim, w parafii z siedzibą w Łysiance (położonej około 20 km na północny wschód od miejscowości).